# 1875
Évszázadok: 18. század – 19. század – 20. század
Évtizedek: 1820-as évek – 1830-as évek – 1840-es évek – 1850-es évek – 1860-as évek – 1870-es évek – 1880-as évek – 1890-es évek – 1900-as évek – 1910-es évek – 1920-as évek
Évek: 1870 – 1871 – 1872 – 1873 –  1874 – 1875 – 1876 – 1877 – 1878 – 1879 – 1880

## Események

### Határozott dátumú események
- január 14. – A tizennyolc éves XII. Alfonz spanyol király megérkezik Madridba, hogy hivatalosan is elfoglalhassa trónját.[1]
- március 1. – A ’67-es Deák-pártnak és a Balközép Párt fúziójával létrejön a Szabadelvű Párt.[2]
- március 2. – Megalakul a Wenckheim-kormány.[3]
- október 12. – Esztergomban megnyílik a Keresztény Múzeum.[4]
- október 20. – Tisza Kálmán alakít kormányt.[5]

### Határozatlan dátumú események
- április – Poroszországban eltörlik a katolikus egyház állami támogatását.[6]
- május - Poroszországban felszámolnak minden olyan szerzetesrendet, mely nem kizárólag betegápolással foglalkozik.[6]
- az év folyamán – Magyarországon megjelenik a filoxéra, amely tíz év alatt kipusztította az ország történelmi borvidékei ültetvényeinek közel 40%-át. (Voltak olyan megyék is – mint Esztergom, vagy Nógrád –, amelyekben a kártétel közel 100%-os volt.)[7]

## Az év témái

### 1875 az irodalomban
- Elindul az Olcsó Könyvtár könyvsorozat a Franklin Irodalmi és Nyomdai Rt. kiadásában, Gyulai Pál szerkesztésében.[8]

### 1875 a sportban
- május 6. – A Magyar Atlétikai Club a pesti Újépület udvarán megrendezi az első magyar atlétikai versenyt.

### 1875 a tudományban
- Paul Émile Lecoq de Boisbaudran felfedezi a galliumot.[9]

## Születések
- január 14. – Albert Schweitzer orvos, lelkész, Nobel-békedíjas († 1965)
- január 25. – Kolosváry Bálint jogász, egyetemi tanár († 1954)
- február 21. - Jeanne Calment francia szupercentenárius, a világ valaha élt legidősebb embere († 1997)
- március 1. – Maróti Géza építész, szobrász († 1941)
- március 2. – Jászi Oszkár társadalomtudós, szerkesztő, politikus († 1957)
- március 4. – Károlyi Mihály politikus, miniszterelnök, Magyarország első köztársasági elnöke († 1955)
- március 7. – Maurice Ravel francia zeneszerző († 1937)
- március 26. – Li Szin Man dél-koreai politikus, hazája első elnöke († 1965)
- április 1. – Edgar Wallace angol krimiíró († 1932)
- április 8. – I. Albert belga király († 1934)
- április 10. – Bér Dezső magyar festő, grafikus, karikaturista és plakáttervező. († 1924)
- április 11. – Bassa Iván magyarországi szlovén író, politikai vezető († 1931)
- április 19. – Julij Mihajlovics Brascsajko kárpátaljai ruszin jogász, politikus, közéleti személyiség († 1955)
- április 24. – Huszka Jenő zeneszerző († 1960)
- május 20. – Navratil Ákos közgazdász, jogtudós, a 20. századi magyar közgazdaságtan jelentős elméleti tudósa, az MTA tagja († 1952)
- május 23. – Alfred P. Sloan, a General Motors elnöke és vezérigazgatója 1923 és 1956 között († 1966)
- június 1. – Paul Landowski lengyel-francia szobrász († 1961)
- június 6. – Thomas Mann német író († 1955)
- június 15. – Drasche-Lázár Alfréd diplomata, politikus, író († 1949)
- június 23. – Carl Milles(wd) svéd szobrász (* 1955)
- június 24. – Berty László olimpiai bajnok vívó († 1952)
- július 10. – P. Ábrahám Dezső miniszterelnök († 1977)
- augusztus 12. – Csörgey Titusz ornitológus, festőművész († 1961)
- szeptember 1. – Edgar Rice Burroughs amerikai novellaíró († 1950)
- szeptember 3. – Ferdinand Porsche német autótervező († 1951)
- szeptember 11. – Gillemot Ferenc labdarúgó, edző, sportújságíró, a magyar labdarúgó-válogatott első szövetségi kapitánya († 1916)
- október 8. – Tormay Cécile írónő († 1937)
- október 12. – Aleister Crowley, a legjelentősebb 20. századi brit okkultista, író, költő, hegymászó, hedonista, társadalomkritikus († 1947)
- október 23. – Keményfy (Hartmann) János irodalomtörténész, kritikus, az MTA tagja, jeles Petőfi-kutató († 1943)
- november 13. – Klebelsberg Kuno kultúr- és tudománypolitikus († 1931)
- november 13. – Borsos József királyi ügyész, a Szolnoki Királyi Ügyészség elnöke († 1965)
- november 16. – Békessy Béla olimpiai ezüstérmes kardvívó, honvédtiszt († 1916)
- november 19. – Mihail Ivanovics Kalinyin orosz bolsevik forradalmár, szovjet politikus, az SZKP PB tagja, államfő († 1946)
- november 24. – Anatolij Vasziljevics Lunacsarszkij bolsevik művelődéspolitikus, esztéta, kritikus, író, műfordító († 1933)
- november 30. – Heim Pál gyermekorvos († 1929)
- december 12. – Gerd von Rundstedt német tábornagy, a nyugati front főparancsnoka 1943–1944-ben († 1953)
- december 19. – Mileva Marić szerb matematikus, fizikus, Albert Einstein első felesége († 1948)

## Halálozások
- január 11. – Giovanni Luppis, az osztrák-magyar haditengerészet tisztje, az önálló hajtással rendelkező torpedó feltalálója (* 1813)
- február 7. – Csáthy Géza köz- és váltóügyvéd (* 1847)
- február 2. – Carl Jacob Sundevall(wd) svéd zoológus (* 1801)
- február 22.
  - Jean-Baptiste Camille Corot francia tájképfestő (* 1796)
  - Charles Lyell angol geológus (* 1797)
- március 26. – Kriza János néprajzkutató, költő (* 1811)
- május 29. – Izsó Miklós szobrász (* 1831)
- június 24. – Henri Labrouste(wd) francia építész (* 1801)
- július 15. – Pavel Hrisztoforovics Grabbe  orosz gróf, altábornagy, a doni kozákok atamánja (* 1789)
- július 17. – Dobozy István királyi biztos (* 1800)
- augusztus 3. – Barina Vendel katolikus pap, költő (* 1834)
- augusztus 4. – Hans Christian Andersen dán költő, meseíró (* 1805)
- szeptember 7. – Szelestey László költő (* 1821)
- szeptember 24. – Virághalmi Ferenc író, műfordító, honvédszázados (* 1826)
- szeptember 28. – Atanasio Cruz Aguirre(wd) uruguayi politikus, elnök (* 1801)
- október 27. – Horváth János honvéd ezredes (* 1815)
- november 18. – Hertelendy Kálmán, Zala vármegye főispánja (* 1820)
- december 10. – Toldy Ferenc irodalomtörténész, akadémikus (* 1805)
- december 11. – Pintér István szlovén költő, felsőszölnöki bíró (* 1832)
- december 22. – Kemény Zsigmond író, publicista, politikus (* 1814)